# Goudoortangare
De goudoortangare (Tangara chrysotis) is een zangvogel uit de familie Thraupidae (tangaren).

## Verspreiding en leefgebied
Deze soort komt voor in de Andes van zuidwestelijk Colombia tot noordwestelijk Bolivia.